# Cmentarz prawosławny w Podhorcach
Cmentarz prawosławny w Podhorcach – nekropolia prawosławna w Podhorcach, utworzona na potrzeby miejscowej parafii po 1875, użytkowana do końca II wojny światowej.

## Historia i opis
Cmentarz najprawdopodobniej powstał po likwidacji unickiej diecezji chełmskiej w 1875, jako kontynuacja sąsiadującego z parafialną świątynią cmentarza przycerkiewnego. Usytuowany jest wśród pól, nad Huczwą, kilkaset metrów od cerkwi (obecnie na jej miejscu znajduje się kościół). Najstarszy zachowany na jego terenie nagrobek pochodzi z 1884. Cmentarz był użytkowany przez miejscową ludność prawosławną do końca II wojny światowej i wysiedlenia prawosławnych Ukraińców. Ostatni pochówek został dokonany na jego terenie w 1944.
Na początku lat 90. XX wieku na terenie nekropolii znajdowało się ok. trzydziestu nagrobków kamiennych i betonowych sprzed 1944, w zdecydowanej większości uszkodzonych. Tylko dwa zachowały się w pierwotnym kształcie. Większość nagrobków ma postać krzyży prawosławnych na postumentach z nadstawami lub krzyży na postumentach prostopadłościennych. Postumenty zdobione są tympanonami i gzymsami. Inskrypcje na nagrobkach wykonano w języku cerkiewnosłowiańskim. Na jednym z grobów znajduje się metalowy krzyż. Na cmentarzu rosną lipy, topole, jesiony, krzewy bzu lilaka, śnieguliczki, tarniny i kruszyny.

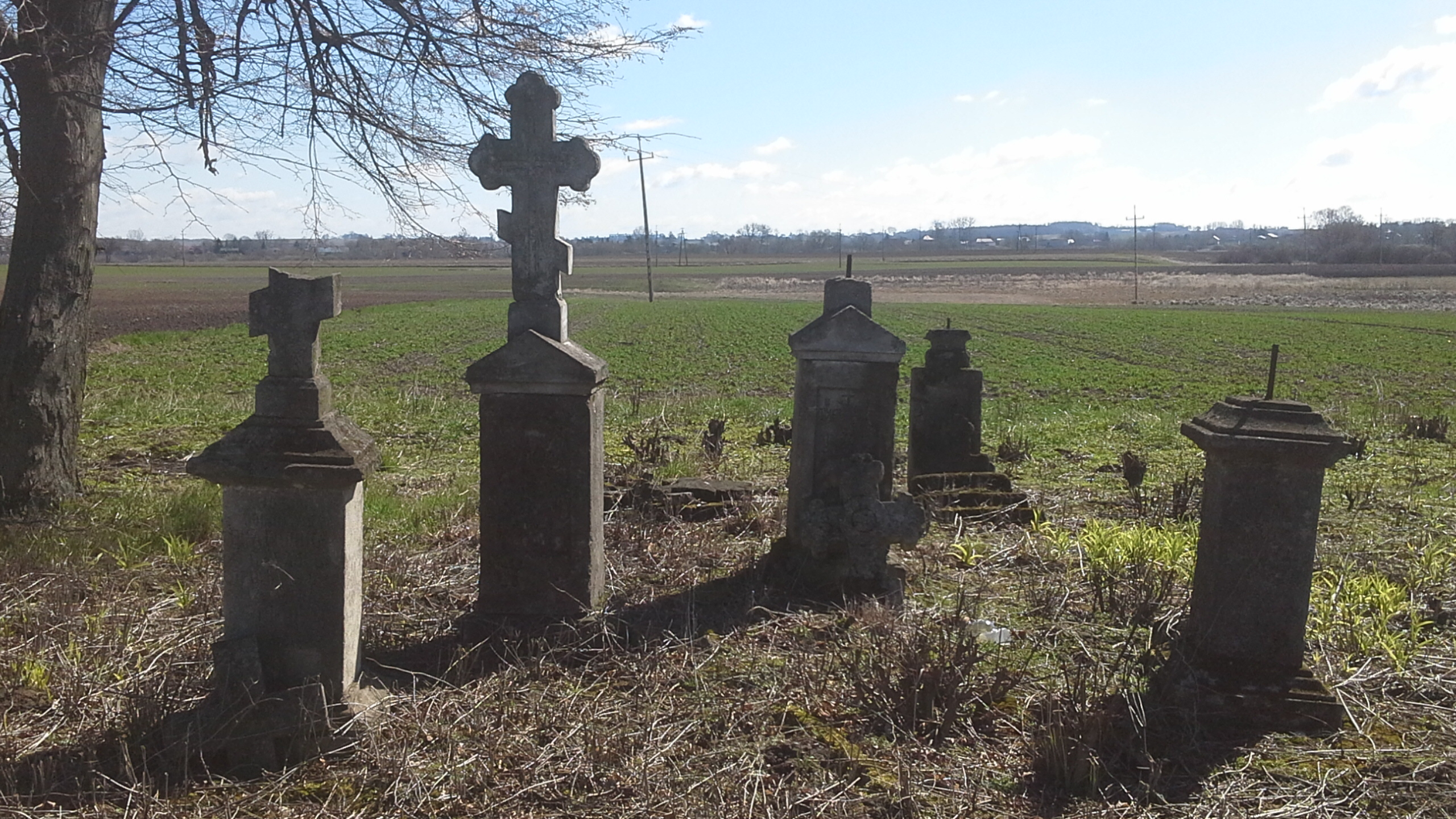
Grupa nagrobków z XIX/XX w.
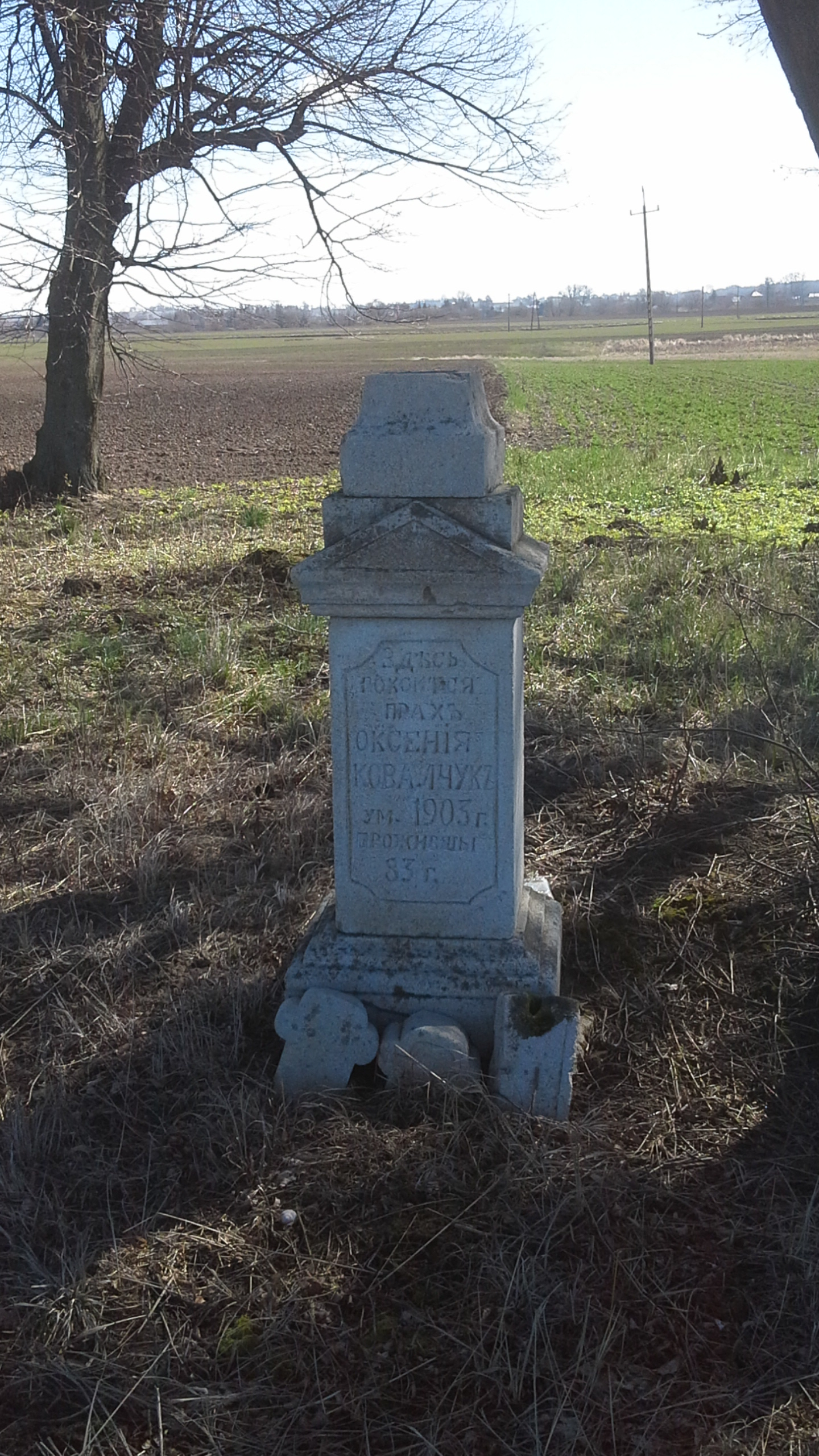
Nagrobek z 1903
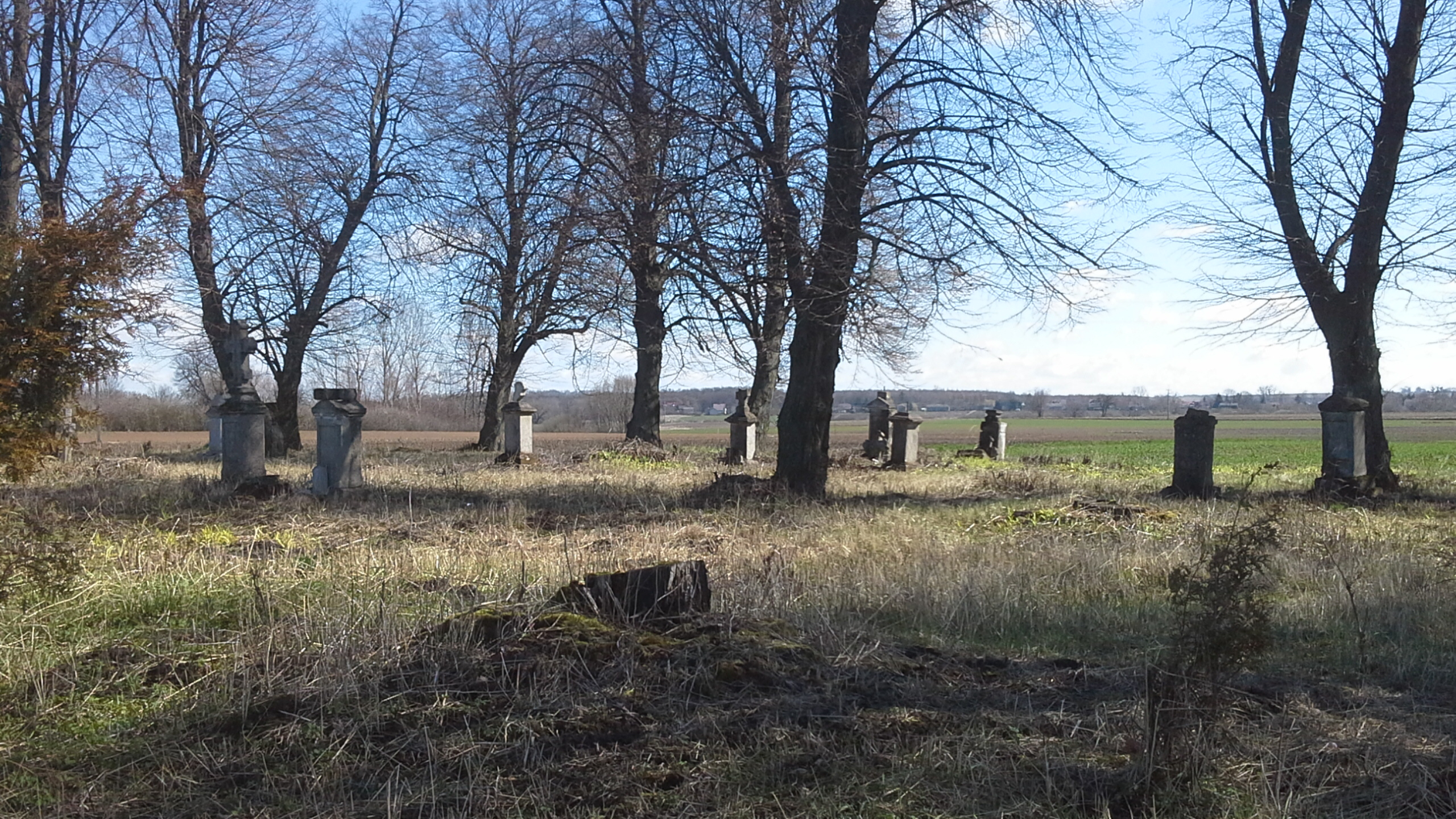
Widok ogólny nekropolii